# Serie A 1954/1955
Soutěžní ročník Serie A 1954/1955 byl 53. ročník nejvyšší italské fotbalové ligy a 23. ročník pod názvem Serie A. Konal se od 19. září 1954 do 19. června 1955 a skončila vítězstvím Milána, který vyhrál pátý titul celkově.
Nejlepším střelcem se stal již popáté švédský fotbalista Gunnar Nordahl (Milán), který vstřelil v sezoně 27 branek.

## Události

### Před sezonou
Obhájci titulu z Interu si nepořídilo žádné velké jméno, naopak z klubu odešlo spousta výborných hráčů: po 7 letech u Nerazzurri odešel Fattori (Brescia), po 6 letech Giovannini (Lazio) a střelec Nyers (Řím) a také odešel Ivano Blason (Verona). To jejich městský rival Rossoneri změnil prezidenta. Nový prezident se stal Andrea Rizzoli a ten koupil mistra světa z roku 1950 za 52 milionů lir Schiaffina Dále přivedl Ricagniho (Juventus) a budoucí legendu klubu, 22letého Maldiniho (Triestina). Naopak odešli Piccinini (Palermo) a Moro (Udinese).
Bianconeri se rozloučilo po 15 letech hraní v klubu Parolou, po 6 letech odešel také Dánský střelec Hansen (oba Lazio). Odešel také Bertuccelli (Řím). Naopak přišel Colombo (Monza) a Garzena (Alessandria). Výměnu provedlo Udinese s Fiorentinou, když vyměnilo Virgiliniho za Magliho.
Konec kariéry ohlásil poslední hrající Italský mistr světa z roku 1938, tehdy 40letý Silvio Piola, který odehrál 21 prvoligových sezon, ve kterých střelil rekordních 274 branek.
Další změny byli: 
Roberto Lovati (Monza → Turín), Enzo Bearzot (Catania → Turín), Pietro Grosso (Řím → Turín), Giacomo Losi (Cremonese → Řím), Emilio Caprile (Lazio → AC Legnano) a Lucidio Sentimenti (Lazio → Vicenza).

### Během sezony
Již od začátku sezony se dostal do vedení Milán, který vyhrál na začátku sedm utkání v řadě a získal nad svými soupeři značný náskok. Nakonec vyhrál svůj pátý titul a mohlo se tak zúčastnit nového evropského poháru PMEZ. Měl nejlepší obranu a také díky nejlepšímu střelci ligy Nordahlovi (27 branek) i útok. Během sezony překvapivě vyměnilo trenéra a to Maďara Béla Guttmann za Puricelliho.
Na 2. místě původně skončilo Udinese, jenže na konci sezony byl za sportovní přestupek odsouzen k sestupu spolu s nováčkem z Catanie. Na 3. místě skončil Řím, který měl o sedm bodů méně něž mistr ligy. Velmi dobré umístění zaznamenala Boloňa, která obsadila 4. místo, což bylo nejlepší umístění od mistrovské sezony 1940/41.
Sestoupit mělo SPAL a Pro Patria, ale verdikt komise je vrátil do Serie A. Místo nich sestoupilo Udinese a Catania, protože v zápase v posledním kole ze sezony 1952/53 se oba kluby provedlo sportovní přestupek kole sezony.

## Účastníci
| Klub       | Město         | Stadion                   | Trenér                                                                                                  | Nejlepší střelec                                        |
| ---------- | ------------- | ------------------------- | --- | ------------------------------------------------------- |
| Atalanta   | Bergamo       | Stadio Comunale           | Luigi Bonizzoni                                                                                         | Poul Rasmussen (16)                                     |
| Boloňa     | Boloňa        | Stadio Comunale           | Giuseppe Viani                                                                                          | Gino Pivatelli (17)                                     |
| Catania    | Catania       | Stadio Cibali             | Piero Andreoli                                                                                          | Vittorio Ghiandi (11)                                   |
| Fiorentina | Florencie     | Stadio Comunale           | Fulvio Bernardini                                                                                       | Giuseppe Virgili (15)                                   |
| Inter      | Milán         | Stadio San Siro           | Alfredo Foni                                                                                            | Gino Armano (14)                                        |
| Janov      | Janov         | Stadio Luigi Ferraris     | György Sárosi (1.–31. kolo) Ermelindo Bonilauri                                                         | Attilio Frizzi (9)                                      |
| Juventus   | Turín         | Stadio Comunale di Torino | Aldo Olivieri + George Raynor (1.–5. kolo) Aldo Olivieri (6.–17. kolo) Aldo Olivieri + Virginio Rosetta | Helge Bronée (11)                                       |
| Lazio      | Řím           | Stadio dei Centomila      | Federico Allasio (1.–7. kolo) Roberto Copernico + George Raynor                                         | John Hansen (15)                                        |
| Milán      | Milán         | Stadio San Siro           | Béla Guttmann (1.–19. kolo) Héctor Puricelli                                                            | Gunnar Nordahl (27)                                     |
| Neapol     | Neapol        | Stadio della Liberazione  | Eraldo Monzeglio                                                                                        | Hasse Jeppson, Giancarlo Vitali (10)                    |
| Novara     | Novara        | Stadio Comunale           | Antonio Janni                                                                                           | Dionisio Arce (11)                                      |
| Pro Patria | Busto Arsizio | Stadio Comunale           | Luigi Rossetto (1. –14. kolo) Imre Senkey                                                               | Norberto Höfling (8)                                    |
| Řím        | Řím           | Stadio dei Centomila      | Jesse Carver                                                                                            | Carlo Galli (12)                                        |
| Sampdoria  | Janov         | Stadio Luigi Ferraris     | Paolo Tabanelli (1. –7. kolo) Paolo Tabanelli + Lajos Czeizler                                          | Oliviero Conti, Giuseppe Baldini, Pierluigi Ronzon (10) |
| SPAL       | Ferrara       | Stadio Comunale           | Bruno Biagini                                                                                           | Rinaldo Olivieri (7)                                    |
| Turín      | Turín         | Stadio Filadelfia         | Annibale Frossi                                                                                         | Giancarlo Bacci (15)                                    |
| Triestina  | Terst         | Stadio Comunale           | Severino Feruglio                                                                                       | Giuseppe Secchi (10)                                    |
| Udinese    | Udine         | Stadio Moretti            | Giuseppe Bigogno                                                                                        | Lorenzo Bettini (20)                                    |

## Tabulka
| Poř. | Tým        | Z  | V  | R  | P  | VG | OG | B  |
| ---- | ---------- | -- | -- | -- | -- | -- | -- | -- |
| 1.   | Milán      | 34 | 19 | 10 | 5  | 81 | 35 | 48 |
| 2.   | Udinese    | 34 | 16 | 12 | 6  | 58 | 42 | 44 |
| 3.   | Řím        | 34 | 13 | 15 | 6  | 53 | 39 | 41 |
| 4.   | Boloňa     | 34 | 15 | 10 | 9  | 54 | 47 | 40 |
| 5.   | Fiorentina | 34 | 14 | 11 | 9  | 49 | 48 | 39 |
| 6.   | Neapol     | 34 | 13 | 12 | 9  | 50 | 40 | 38 |
| 7.   | Juventus   | 34 | 12 | 13 | 9  | 60 | 53 | 37 |
| 8.   | Inter      | 34 | 11 | 12 | 11 | 38 | 40 | 36 |
| 9.   | Sampdoria  | 34 | 11 | 12 | 11 | 54 | 44 | 34 |
| 10.  | Turín      | 34 | 12 | 10 | 12 | 42 | 45 | 34 |
| 11.  | Janov      | 34 | 9  | 13 | 12 | 34 | 44 | 31 |
| 12.  | Catania    | 34 | 10 | 10 | 14 | 38 | 47 | 30 |
| 13.  | Lazio      | 34 | 11 | 8  | 15 | 41 | 52 | 30 |
| 14.  | Triestina  | 34 | 9  | 12 | 13 | 34 | 52 | 30 |
| 15.  | Atalanta   | 34 | 8  | 12 | 14 | 35 | 38 | 28 |
| 16.  | Novara     | 34 | 10 | 8  | 16 | 39 | 53 | 28 |
| 17.  | SPAL       | 34 | 5  | 13 | 16 | 24 | 49 | 23 |
| 18.  | Pro Patria | 34 | 6  | 9  | 19 | 29 | 55 | 21 |

Poznámky
- Z = Odehrané zápasy; V = Vítězství; R = Remízy; P = Prohry; VG = Vstřelené góly; OG = Obdržené góly; B = Body
- za výhru 2 body, za remízu 1 bod, za prohru 0 bodů.
- při rovnosti bodů rozhodovalo skóre.
- kluby SPAL a Pro Patria, mělo sestoupit, jenže kvůli korupci sestoupilo Udinese a Catania.

|  | Mistr ligy + kvalifikoval se na Latinský pohár a Poháru PMEZ |
|  | Kvalifikoval se na Středoevropský pohár                      |
|  | Sestup do Serie B                                            |

## Statistiky

### Výsledková tabulka
|            | Atalanta | Boloňa | Catania | Fiorentina | Janov | Inter | Juventus | Lazio | Milán | Neapol | Novara | Pro Patria | Řím | Sampdoria | SPAL | Turín | Triestina | Udinese |
| ---------- | -------- | ------ | ------- | ---------- | ----- | ----- | -------- | ----- | ----- | ------ | ------ | ---------- | --- | --------- | ---- | ----- | --------- | ------- |
| Atalanta   | –        | 0:1    | 4:0     | 5:1        | 0:2   | 1:1   | 2:1      | 3:2   | 1:1   | 1:1    | 4:0    | 1:2        | 1:1 | 1:1       | 0:0  | 2:0   | 0:0       | 0:2     |
| Boloňa     | 0:0      | –      | 4:2     | 0:2        | 2:1   | 3:2   | 2:1      | 2:1   | 1:2   | 1:3    | 2:2    | 5:0        | 1:3 | 3:1       | 2:0  | 4:1   | 1:1       | 2:4     |
| Catania    | 1:0      | 2:2    | –       | 0:1        | 2:0   | 1:1   | 2:2      | 1:0   | 1:3   | 1:1    | 0:0    | 2:1        | 2:2 | 2:1       | 1:0  | 2:1   | 2:1       | 5:0     |
| Fiorentina | 2:1      | 0:2    | 2:1     | –          | 2:2   | 3:3   | 0:0      | 0:1   | 0:2   | 0:0    | 1:0    | 1:0        | 1:1 | 1:0       | 1:0  | 2:2   | 4:1       | 3:1     |
| Janov      | 1:0      | 1:2    | 0:0     | 0:0        | –     | 2:0   | 2:0      | 2:0   | 0:8   | 1:1    | 0:0    | 1:3        | 1:0 | 1:1       | 1:1  | 2:0   | 0:0       | 1:1     |
| Inter      | 3:0      | 2:2    | 3:0     | 3:5        | 0:1   | –     | 1:2      | 2:1   | 1:1   | 1:4    | 3:0    | 2:0        | 1:2 | 1:0       | 1:0  | 1:1   | 4:1       | 2:2     |
| Juventus   | 0:0      | 5:1    | 1:1     | 4:1        | 2:1   | 3:2   | –        | 4:2   | 3:4   | 1:1    | 2:1    | 4:2        | 1:1 | 2:2       | 3:1  | 3:0   | 1:2       | 1:1     |
| Lazio      | 1:0      | 0:0    | 1:0     | 2:1        | 2:1   | 3:2   | 2:1      | –     | 2:4   | 2:1    | 1:1    | 2:0        | 1:1 | 1:3       | 0:0  | 0:2   | 1:1       | 0:2     |
| Milán      | 3:1      | 0:0    | 2:0     | 4:0        | 2:2   | 1:1   | 3:1      | 3:0   | –     | 1:1    | 3:0    | 2:0        | 0:2 | 1:3       | 6:0  | 4:1   | 4:0       | 2:2     |
| Neapol     | 1:0      | 1:1    | 2:0     | 1:1        | 3:1   | 1:2   | 1:1      | 3:2   | 0:2   | –      | 1:2    | 2:1        | 2:0 | 2:2       | 2:1  | 0:2   | 4:0       | 3:1     |
| Novara     | 0:1      | 1:0    | 2:0     | 1:0        | 3:1   | 2:4   | 2:2      | 2:1   | 1:1   | 2:1    | –      | 0:1        | 1:2 | 1:0       | 2:0  | 0:1   | 2:0       | 3:3     |
| Pro Patria | 1:2      | 0:2    | 2:1     | 1:1        | 0:2   | 0:1   | 1:2      | 2:0   | 1:1   | 0:2    | 0:0    | –          | 1:1 | 1:0       | 1:1  | 1:2   | 0:2       | 2:2     |
| Řím        | 0:0      | 3:4    | 3:1     | 3:4        | 2:1   | 3:0   | 1:1      | 1:3   | 2:1   | 0:0    | 5:3    | 1:1        | –   | 1:1       | 1:0  | 1:0   | 2:0       | 1:1     |
| Sampdoria  | 2:1      | 2:0    | 1:1     | 3:3        | 2:2   | 1:1   | 5:1      | 0:0   | 0:3   | 5:2    | 6:2    | 3:0        | 1:1 | –         | 1:0  | 1:1   | 2:2       | 2:0     |
| SPAL       | 0:0      | 1:1    | 1:3     | 1:3        | 1:0   | 2:0   | 0:0      | 2:2   | 0:0   | 1:1    | 2:1    | 1:1        | 2:5 | 2:0       | –    | 1:1   | 1:0       | 1:4     |
| Turín      | 1:1      | 1:2    | 1:0     | 0:1        | 0:0   | 1:1   | 2:2      | 3:1   | 1:2   | 1:0    | 3:2    | 3:1        | 1:1 | 1:0       | 1:0  | –     | 5:1       | 1:1     |
| Triestina  | 3:1      | 0:0    | 1:1     | 1:1        | 1:1   | 0:1   | 4:2      | 1:3   | 4:3   | 0:2    | 1:0    | 1:0        | 0:0 | 3:1       | 1:1  | 2:1   | –         | 0:0     |
| Udinese    | 3:1      | 2:1    | 1:0     | 2:1        | 3:0   | 0:2   | 0:1      | 1:1   | 3:2   | 3:0    | 1:0    | 2:2        | 1:0 | 2:1       | 3:0  | 3:0   | 1:1       | –       |

### Střelecká listina
| Pořadí | Jméno                   | Klub       | Branky |
| ------ | ----------------------- | ---------- | ------ |
| 1.     | Gunnar Nordahl          | Milán      | 27     |
| 2.     | Lorenzo Bettini         | Udinese    | 20     |
| 3.     | Gino Pivatelli          | Boloňa     | 17     |
| 4.     | Poul Rasmussen          | Atalanta   | 16     |
| 5.     | John Hansen             | Lazio      | 15     |
| 5.     | Giancarlo Bacci         | Turín      | 15     |
| 5.     | Juan Alberto Schiaffino | Milán      | 15     |
| 5.     | Giuseppe Virgili        | Fiorentina | 15     |
| 9.     | Gino Armano             | Inter      | 14     |
| 9.     | Arne Selmosson          | Udinese    | 14     |

## Vítěz
| Serie A Vítěz pro rok 1954/55 |
| ----------------------------- |
| AC Milán                      |
|                               |